# Докетизм
Докети́зм (от др.-греч. δοκέω [dokeō] — «кажусь») — одно из старейших еретических христианских учений, отрицавшее реальность страданий Иисуса Христа и его воплощение как противоречащие представлениям о бесстрастности и неограниченности Бога и утверждавшее иллюзорность его существования. По-видимому, характерной чертой такого учения было использование глагола др.-греч. δοκεῖν «казаться» и различных производных от него для описания «иллюзорности» вочеловечивания Иисуса Христа.

## Наименование
Словом «докеты» (др.-греч. δοκηταί) Климент Александрийский называл особую категорию еретиков. Это наименование он связывал с особенностями их богословия (др.-греч. ἀπὸ δογμάτων ἰδιαζόντων). Их главой (др.-греч. ὁ τῆς δοκήσεως ἑξάρχων), по словам Климента, был Юлий Кассиан, который, согласно Иерониму Стридонскому, утверждал, что плоть Христа была мнимой (лат. putativam Christi carnem introducens). По свидетельству Серапиона Антиохийского, те, кого называли докетами, почитали Евангелие от Петра. Кроме того, о них упоминает Ипполит Римский, сообщая подробности их учения. Писатели более позднего времени используют это наименование менее определённо.